# Sylvester Heereman
Sylvester Freiherr Heereman von Zuydtwyck LC (* 10. September 1974 in Bad Neustadt an der Saale) ist ein deutscher Ordensgeistlicher. 

## Familie
Sylvester Heereman entstammt dem alten niederländischen Adelsgeschlecht Heereman von Zuydtwyck. Er ist eines von sechs Kindern aus der Ehe von Johannes Freiherr Heereman, Präsident von Malteser International, und der Diplom-Theologin, Buchautorin und Publizistin Michaela Freifrau Heereman von Zuydtwyck, einer Tochter von Karl Theodor zu Guttenberg.
Sein Onkel ist Franziskus Freiherr Heereman von Zuydtwyck OSB, emeritierter Abt der Benediktinerabtei Neuburg in Heidelberg.

## Leben
Heereman wuchs in Ossum-Bösinghoven auf, einem Ortsteil von Meerbusch. Nach seinem Abitur am Meerbuscher Gymnasium 1994 trat er in die Ordensgemeinschaft der Legionäre Christi ein. Nach dem Noviziat legte er 1996 die erste Profess ab und studierte anschließend ein Jahr in Salamanca am ordenseigenen Zentrum für humanistische Studien. Danach absolvierte er in Rom am Priesterseminar der Legionäre Christi und an der Ordenshochschule Regina Apostolorum ein zweijähriges Philosophiestudium. 1999 legte Heereman die ewige Profess ab. Den zweijährigen praktischen Teil seiner Ordensausbildung verbrachte er als Assistent des Novizenmeisters am deutschen Ordensstandort in Bad Münstereifel. Während seines Theologiestudiums in Rom war er von 2001 bis 2003 Territorialsekretär für die Provinz Italien und Assistent des damaligen Rektors des römischen Studienzentrums seines Ordens, Álvaro Corcuera, der 2005 Generaldirektor der Legionäre wurde. Von 2004 bis 2006 gehörte er zum Ausbilderteam im Priesterseminar Regina Apostolorum in Rom. Am 23. Dezember 2006 empfing er in der Papstbasilika Santa Maria Maggiore durch Franc Kardinal Rodé CM, den Präfekten der Kongregation für die Ordensleute, die Priesterweihe. Heereman wurde anschließend Hausoberer der Legionäre Christi in Paris und Assistent des Territorialdirektors für die Apostolate der Legionäre Christi in Frankreich und Mitteleuropa.
Nach Neugründung des Territoriums Mitteleuropa mit Deutschland, Polen, Ungarn, Österreich, der Slowakei und den Niederlanden im Jahre 2007 wurde Sylvester Heereman dessen erster Territorialdirektor (Provinzial) mit Sitz in Düsseldorf. 2011 erfolgte die Zusammenlegung mit dem Territorium Westeuropa (Irland, Frankreich, Belgien, Schweiz) zum zentraleuropäischen Territorium, das Heereman weiterhin als Provinzoberer führte.
Am 17. Februar 2012 wurde er durch den Päpstlichen Delegaten Velasio Kardinal De Paolis CS zum Generalvikar in der römischen Ordensleitung der Legionäre Christi/Regnum Christi ernannt. Als solcher war er Nachfolger des Mexikaners Luis Garza Medina, eines der engsten Vertrauten Marcial Maciels, der aus der mächtigen neoleonesischen Industriellenfamilie Garza stammt und das Finanzimperium der Gemeinschaften Maciels über Off-Shore-Briefkastenfirmen kontrolliert hatte. Heereman übernahm Garzas Nachfolge auch als Begünstigter der geheimen Gelddepots der Gemeinschaft, die entgegen den Beteuerungen des Ordens auch während seiner Amtszeit weiterbestanden, was durch die Veröffentlichung der Paradise Papers (2017) und der Pandora Papers (2021) bekannt wurde. Allerdings gelang es Heereman nicht, die volle Kontrolle über diese Gelder in Höhe von mindestens 250 Mio. Euro zu erlangen, die außerhalb der offiziellen Finanzen der Kongregation verwaltet und investiert werden, weil Schlüsselpositionen des Finanzgeflechts weiterhin bei Garza und seinen Familienangehörigen liegen.
Am 15. Oktober 2012 übernahm Heereman als Vertreter des erkrankten Generaloberen Álvaro Corcuera die Leitung des Gesamtordens der Legionäre Christi/Regnum Christi, die er bis zum außerordentlichen Generalkapitel im Januar 2014 als kommissarischer Generaldirektor ausübte. Von diesem Kapitel wurde er in den vierköpfigen Generalrat der Gemeinschaft gewählt, dem er bis zum nächsten regulären Generalkapitel im Februar 2020 angehörte.